# Tidjane Salaün
Pour les articles homonymes, voir Salaün.
Tidjane Salaün, né le 10 août 2005 à Paris, est un joueur français de basket-ball mesurant 2,05 m et évoluant au poste d'ailier fort.

## Biographie et carrière en club
Tidjane Salaün prend sa première licence en 2013 à l'AS Orly. Une année plus tard, il intègre le club du COSM Arcueil. En 2015, il rejoint la Saint-Charles Charenton et restera au club cinq ans. En 2019, il mesure alors environ 1,90 m et joue au poste d'arrière. En parallèle, il fait également partie du Pôle Espoirs Île-de-France. Sa dernière saison à Charenton est jouée en championnat de France U15 Elite (7,6 points inscrits en moyenne). Comme ses coéquipiers Pacôme Dadiet et Mohamed Diawara, il intègre le Pôle France de basket-ball en 2020. À l'instar des deux autres, il ne reste à l'INSEP qu'une saison pour rentrer ensuite dans le centre de formation d'un club hexagonal, en l'occurrence celui du Cholet Basket pour Salaün.
Entre 2021 et 2023, il évolue à la fois en championnat de France U18 Elite et Espoirs Pro A tout en prenant part à l'étape de l'Adidas Next Generation Tournament (en) à Patras en février 2023. À l'occasion, le Français termine la compétition en ayant, en moyenne, marqué 20,5 points, pris 7,5 rebonds et intercepté 2,3 ballons. Les Choletais finissent sur la troisième marche du podium et Tidjane Salaün est élu dans le 5 majeur du week-end.

### Premier contrat professionnel à Cholet (2023-2024)
Il signe son premier contrat professionnel avec Cholet Basket en juillet 2023.
Il se distingue notamment en Ligue des champions en inscrivant 24 points lors de deux rencontres de phase de groupe (face à Telenet Giants Antwerp et Darüşşafaka). Contre le club turc de Darüşşafaka, il réalise par ailleurs son record à l'évaluation en tant que professionnel (22) grâce notamment à une adresse de 83 % (5/6) aux tirs à trois points durant le match.
En avril 2024, Salaün s'inscrit à la draft 2024 de la NBA. Les prévisions le placent parmi les 15 premiers sélectionnés,.
Le 15 mai 2024, il marque 19 points et prend 8 rebonds (pour 20 d'évaluation) contre le Paris Basketball lors du premier match des quarts de finale de Betclic Élite. Il contribue grandement à la victoire choletaise à l'extérieur alors même que les Parisiens étaient invaincus depuis 25 rencontres toutes compétitions confondues.

### Hornets de Charlotte (depuis 2024)
Lors de la draft, il est choisi en 6e position par les Hornets de Charlotte.

## Équipe nationale
Durant l'été 2023, Tidjane Salaün joue ses premiers matchs internationaux en sélections de jeunes. Il prend part à sept rencontres lors du championnat d'Europe U18. En moyenne, il y inscrit 12,9 points et prend 4,6 rebonds, et les Tricolores échouent au pied du podium.

## Palmarès et distinctions individuelles

### En club
Cholet Basket
- Vainqueur du Trophée du Futur en 2022 et 2023
- MVP du Trophée du Futur en 2023
- Élu dans le 5 majeur de l'étape de l'Adidas Next Generation Tournament (en) à Patras en 2023
- Champion de France espoirs 2023
- Sélectionné pour le concours de dunk du All-Star Game LNB 2023
- Élu meilleur jeune de Betclic Élite des mois de décembre 2023 et janvier 2024, ainsi que de la phase retour de la saison 2023-2024
- Élu meilleur joueur de Betclic Élite du mois de janvier 2024[10]
- Élu meilleur jeune de la Ligue des champions en 2023-2024

### Sur la scène internationale
- Sélectionné pour participer aux camps de Basketball Without Borders (en) Europe en juin 2022 et Global lors du NBA All-Star week-end 2023
- Sélectionné pour l'Adidas Eurocamp 2023 et élu Rising Star

## Records sur une rencontre en NBA
Les records personnels de Tidjane Salaün en NBA sont les suivants :
| Type de statistique        | Saison régulière | Saison régulière     | Saison régulière |
| Type de statistique        | Record           | Adversaire           | Date             |
| -------------------------- | ---------------- | -------------------- | ---------------- |
| Points                     | 17               | Heat de Miami        | 27 novembre 2024 |
| Paniers marqués            | 7                | Heat de Miami        | 27 novembre 2024 |
| Paniers tentés             | 13               | Heat de Miami        | 27 novembre 2024 |
| Paniers à 3 points réussis | 4                | Knicks de New York   | 29 novembre 2024 |
| Paniers à 3 points tentés  | 6                | Knicks de New York   | 29 novembre 2024 |
| Lancers francs réussis     | 6                | @ Nets de Brooklyn   | 19 novembre 2024 |
| Lancers francs tentés      | 7                | @ Nets de Brooklyn   | 19 novembre 2024 |
| Rebonds offensifs          | 5                | @ Raptors de Toronto | 28 mars 2025     |
| Rebonds défensifs          | 9                | @ Raptors de Toronto | 28 mars 2025     |
| Rebonds totaux             | 14               | @ Raptors de Toronto | 28 mars 2025     |
| Passes décisives           | 3                | Raptors de Toronto   | 30 octobre 2024  |
| Interceptions              | 3                | Heat de Miami        | 27 novembre 2024 |
| Contres                    | 2                | @ Nets de Brooklyn   | 19 novembre 2024 |
| Balles perdues             | 2                | 4 fois               | 4 fois           |
| Minutes jouées             | 38               | Heat de Miami        | 27 novembre 2024 |

- Double-double : 2
- Triple-double : 0

Dernière mise à jour : 28 mars 2025

## Vie privée
Il est le fils de Pierre-Olivier Salaün et d'Inna Sissoko et le frère cadet de Janelle Salaün, internationale française de basket-ball.